# Флорент Муслія
Флорент Муслія (нім. Florent Muslija, нар. 6 липня 1998, Ахерн, Німеччина) — косовський футболіст, півзахисник німецького клубу «Фрайбург» та національної збірної Косова.

## Ігрова кар'єра

### Клубна
Флорент Муслія народився в німецькому місті Ахерн в родині косовських переселенців. З 2007 року почав займатися футболом в академії клубу «Карлсруе». 21 травня 2017 року Муслія дебютував у першій команді в матчі Другої Бундесліги. За результатами того сезону «Карлсруе» вибув до Третьої ліги, але футболіст залишився в команді й підписав з клубом професійний контракт на два роки. В листопаді того ж року він продовжив дію контракту до 2021 року.
Але вже влітку 2018 року Муслія перейшов до клубу Бундесліги «Ганновер 96», підписавши з клубом контракт на чотири роки. І 30 вересня у матчі проти франкфуртського «Айнтрахта» Флорент Муслія зіграв першу гру у вищому дивізіоні чемпіонату Німеччини. Хоча наступні три сезони з командою футболіст провів у Другій Бундеслізі.
Потім були ще три сезони у Другій Бундеслізі вже у складі «Падерборн 07». А в січні 2024 року Муслія перейшов до «Фрайбурга».

### Збірна
Міжнародну кар'єру Муслія почав у 2018 році в юнацькій збірній Німеччини (U-20), за яку провів п'ять матчів і відзначився одним забитим голом.
Та влітку 2019 року Футбольна федерація Косова підтвердила інформацію, що Флорент Муслія дав згоду на виступи в національній збірній Косова. І 7 вересня 2019 року в матчі відбору до Євро - 2020 проти команди Чехії Флорент Муслія зіграв першу гру у складі збірної Косова.